# Ignacio de Jerusalem y Stella
Ignacio de Jerusalem y Stella, también conocido como Ignazio Gerusalemme (Lecce, Nápoles, 2 de junio de 1707-Ciudad de México, 1769) fue un violinista y compositor napolitano. Inició su actividad musical en su natal Reino de Nápoles como violinista, también fue músico del Coliseo de Cádiz y en la Nueva España llegó a ser maestro de capilla de la Catedral de México. Sus contemporáneos le conocían como el "milagro musical" porque su talento y capacidades musicales igualaban al maestro de capilla de Madrid.[cita requerida]

## Biografía
Ignacio de Jerusalem y Stella nació en la ciudad napolitana de Lecce el 2 de junio de 1707. El investigador Annibale Enrico Cetrangolo afirma que en los archivos de la Curia Arcivescovile de Lecce se halla el acta de bautismo de Ignatius, Dominicus, Orontius, Joseph Pascali Jerusalem, fechada el 3 de junio de 1707. De acuerdo con ese documento sus padres fueron Matteo, hijo de Francesco Jerusalem, y Anna Curzio (o Stella), hija de Vincenzo. Su padre Matteo nació en Nápoles en 1667 y pasó a Lecce en 1689 al servicio de Don Gabriel Augustín Erriquez (o Enríquez), Príncipe de Squinzano, Campi Salentina y Salice, como "musico di scuola" en Campi y "maestro di Cappella" en la Iglesia de los Jesuitas de Lecce. Matteo, según las actas estudiadas, además de Ignazio, tuvo otros 11 hijos con Anna Curzio (o Stella) y uno más con Giustina Stefanelli (al parecer su primera esposa). Los padrinos de los hijos de Matteo pertenecían a la aristocracia de Lecce y de Terra d'Otranto: los Lubelli, los Tafuro, los Belli, los Enríquez, los Greco, los Personè. Anna Curzio, la madre de Ignazio Jerusalem (o Gerusalemme), era hija del napolitano Vincenzo, quien fue maestro di cappella en Lecce. Es de notar la curiosa ambigüedad en los documentos de la designación del apellido de Vincenzo y de su hija Anna, quienes figuran a veces como Stella y otras como Curzio.
En 1732 deja Italia y se instala en Cádiz para trabajar en el Coliseo (teatro) de aquella ciudad. En 1742 José Cárdenas, del Real Tribunal de Cuentas, le contrata en España junto con otros músicos y cantantes destinados a cumplir sus servicios en México. Llega a la capital de la Nueva España en 1742 para trabajar como violinista y director musical del Coliseo de México. Desde 1746 compone obras para la Catedral de México y en 1749 es contratado como maestro de capilla interino. Al año siguiente le nombran maestro titular de la misma, cargo que ejerció hasta su muerte en el año 1769. Como maestro de capilla, Ignacio de Jerusalem fue precedido por Domingo Dutra y Andrade (1741-1750) y sucedido por Mateo Tollis della Rocca (1769-1782).

## Obra
La mayor parte de la obra de Jerusalem se conserva en los archivos de música de las catedrales de México, Puebla y Oaxaca, y apenas ha sido estudiada, transcrita o ejecutada. Los registros existentes demuestran que muchas de sus obras se ejecutaban en los servicios religiosos de iglesias y catedrales a lo largo de todo el territorio de la Nueva España, desde la Alta California hasta la Ciudad de Guatemala.
En 1966 Thomas Stanford microfilmó y catalogó gran parte del archivo de música de la Catedral Metropolitana de la Ciudad de México (ACCM), en el cual se encuentran unas 100 obras de Jerusalem. Esta colección de microfilmes pertenece al acervo de la Biblioteca Nacional de Antropología e Historia y consta de más de 150 rollos de película, que contienen un gran número de obras de los principales maestros de capilla de la catedral de México. En septiembre del 2005, Fernando V. Zamora y Jesús Alfaro Cruz, a la sazón investigadores del proyecto MUSICAT del Instituto de Investigaciones Estéticas de la Universidad Nacional Autónoma de México, encontraron en el Libro de Canonjías de la Catedral de México un expediente con los documentos del examen de oposición que presentó Ignacio de Jerusalem para ocupar el puesto de maestro de capilla de la catedral de México. Dicho expediente se encuentra entre los folios 97 a 133v del libro de canonjías en un libro que mide 32 centímetros de alto, 24 centímetros de ancho y 17 centímetros de grosor. La razón de que este expediente (que contiene las partituras que entregó Jerusalem y Stella al cabildo como parte de su examen de oposición) esté archivado en el libro de canonjías es tema que se presta a la especulación, ya que dicho legajo contiene expedientes muy disímiles entre sí, entre ellos, los "autos de oposición al puesto de maestro de capilla" en los que figura Ignacio de Jerusalem como candidato (1750). En vista de que el libro no estaba foliado, el investigador Fernando Zamora tuvo que hacerlo. La numeración que se presenta a continuación es el resultado de dicho esfuerzo. El documento con los autos firmados para el examen de oposición del maestrazgo de capilla de Ignacio Jerusalem consta de las siguientes partes:
1. Portada (folio 98)
2. Edicto convocatorio (folio 99)
3. Informe de Luis Fernando de Hoyos Mier y Francisco Ximénez Caso (folios 100-103)
4. Veredicto del doctor Miguel de Herrera (folio 104)
5. Veredicto de Joseph González (folio 105)
6. Veredicto del bachiller Martín Vázquez de Mendoza (folio 106)
7. Veredicto de Miguel Gallegos (folios 107-107v)
8. Villancico A la milagrosa escuela (folio 108)
9. Cuenta de la música que se copió (folio 109)
10. Acuerdo de aceptación (folio 110)
11. Antífona O Emanuel rex (folio 111-111v)
12. Veredicto de Juan Joseph Duran y León (folio 112)
13. Contrapunto de tema (folios 114-116v)
14. Hoja pautada con anotación musical (117v)
15. Antífona Iste Sanctus (fragmento) (folios 118-118v)
16. Fuga a 4 voces (folios 119-119v)
17. Bazo del contrapunto (folio 120)
18. Parte del bajo de la antífona O Emmanuel (folios 120v-121v)
19. Parte del contralto (folios 122-123)
20. Parte del tenor (folios 124-125)
21. Parte del tiple (folios 126-127)
22. Parte del contralto (folio 128v)
23. Parte del tiple del Iste Sanctus (folio 131v)
24. Parte del tenor del Iste Sanctus (folio 132v)
Este documento es representativo de las formas musicales que se cultivaron en la música sacra en el México del siglo XVIII, así como de las habilidades musicales que la iglesia de la Nueva España exigía a sus maestros de capilla.

### Catálogo de obras de Ignacio de Jerusalem y Stella

#### Obras en latín
| Obra                                 | Tipo de obra | Datación de la obra | Localización | Signatura | Editorial | Enlace externo a grabación | Grabación comercial |
| Dixit Dominus                        |              |                     |              |           |           |                            |                     |
| Magníficat                           | a dos coros  |                     |              |           |           |                            |                     |
| Misa en sol mayor                    | a 8 voces    |                     |              |           |           |                            |                     |
| Misa policoral en re mayor           |              |                     |              |           |           |                            |                     |
| Responsorio segundo de N. S. S. José |              |                     |              |           |           |                            |                     |

#### Obras en castellano
| Obra                                       | Tipo de obra | Datación de la obra | Localización | Signatura | Editorial | Enlace externo a grabación | Grabación comercial |
| Maitines a Nuestra Señora de la Concepción |              |                     |              |           |           |                            |                     |
| Maitines a Nuestra Señora de Guadalupe     |              | 1764                |              |           |           |                            |                     |
| Rompa la esfera                            |              |                     |              |           |           |                            |                     |

#### Obras perdidas
| Obra | Tipo de obra | Datación de la obra | Datos conocidos de la obra |
| ---- | ------------ | ------------------- | -------------------------- |